# Banjski Orešac
Banjski Orešac (cyr. Бањски Орешац) – wieś w Serbii, w okręgu zajeczarskim, w gminie Knjaževac. W 2011 roku liczyła 66 mieszkańców.